# 永松作五郎
永松 作五郎（ながまつ さくごろう、生没年不詳）とは明治時代の東京の地本問屋。

## 来歴
明治年間に東京府日本橋区室町3丁目18番地において地本問屋を営業している。自作の錦絵および楊斎延一、小島勝月の錦絵を出版している。

## 作品
- 永松作五郎 「東京名所之内従京橋銀座通之図」 大判 錦絵 明治22年
- 楊斎延一 「第二期帝国議会衆議院之図」 大判3枚続 錦絵 明治24年
- 楊斎延一 「銀婚式御大典鳳凰車御幸之図」 大判3枚続 錦絵 明治27年
- 小島勝月 「国会議事堂之図」 大判3枚続 錦絵 明治